# Agathodesmus
Agathodesmus – rodzaj dwuparców z rzędu węzławców i rodziny Haplodesmidae.
Są to niewielkie dwuparce; dorosłe osiągają od 3,5 do 10,5 mm długości ciała, które oprócz głowy buduje 19–20 pierścieni. Pozbawione są możliwości zwijania w spiralę. Głowa i telson zwrócone są główną powierzchnią ku dołowi. Tergit drugiego pierścienia ciała jest rozszerzony z przodu, po bokach i u nasady oraz obrzeżony dużymi guzkami. Dalsze segmenty ciała pozbawione są paranota. Metasomity mają liczne, niekiedy wyposażone w szczecinkę guzki, z których te nad nasadami odnóży mogą formować pseudoparanota. Gonopody samców mają oddzielne telopodity i pozbawione są kanuli jak i rowka prostatycznego. Każdy ich telopodit składa się z walcowatej, zakończonej cienką płytką części proksymalnej i osadzonej w pobliżu jej wierzchołka, skierowanej tylno-nasadowo lub nasadowo-bocznie, blaszkowatej części odsiebnej.
Wije endemiczne dla wschodniej Australii, z wyjątkiem A. baccatus, który jest endemitem Nowej Kaledonii.
Rodzaj ten opisany został w 1910 roku przez Filippo Silvestriego na podstawie pojedynczej samicy gatunku typowego. W 2009 Robert Mesibov zsynonimizował z nim rodzaj Atopogonus, opisał nowy gatunek i samca gatunku typowego, a w 2013 opisał kolejne gatunki. 
Należą tu:

- Agathodesmus adelphus Mesibov, 2013
- Agathodesmus aenigmaticus Mesibov, 2013
- Agathodesmus agnus Mesibov, 2013
- Agathodesmus anici Mesibov, 2013
- Agathodesmus baccatus (Carl, 1926)
- Agathodesmus bonang Mesibov, 2013
- Agathodesmus bucculentus (Jeekel, 1986)
- Agathodesmus carorum Mesibov, 2013
- Agathodesmus chandleri Mesibov, 2013
- Agathodesmus gayundah Mesibov, 2013
- Agathodesmus hahnensis Mesibov, 2013
- Agathodesmus johnsi Mesibov, 2009
- Agathodesmus kerensis Mesibov, 2013
- Agathodesmus kirrama Mesibov, 2013
- Agathodesmus millaa Mesibov, 2013
- Agathodesmus morwellensis Mesibov, 2013
- Agathodesmus parapholeus Mesibov, 2013
- Agathodesmus quintanus Mesibov, 2013
- Agathodesmus sagma Mesibov, 2013
- Agathodesmus steeli Silvestri, 1910
- Agathodesmus summus Mesibov, 2013
- Agathodesmus yuccabinensis Mesibov, 2013